# Base Eco Nelson
La Base Eco Nelson (en inglés Eco-Nelson Station) es una base permanente ubicada en la isla Nelson en el archipiélago de las Shetland del Sur en la Antártida, que fue establecida por el explorador de la República Checa Jaroslav Pavlíček en diciembre de 1988. Tiene carácter internacional y no gubernamental, por lo tanto no se considera como una estación checa.
La base está situada en la punta Rip, bahía Edgell (o Don Samuel) dentro de la bahía Maxwell, cerca de la boca oriental del estrecho Fildes, que separa a la isla Nelson de la isla Rey Jorge (o 25 de Mayo). Está situada en una parte de la costa libre de hielo con una superficie de unos 4 km², con vegetación. La base se encuentra a poca distancia de las bases ubicadas en la península Fildes de la isla Rey Jorge, la más cercana es la Base Gran Muralla de China a 3 km. Si es necesaria una evacuación, puede realizarse desde la Base Presidente Eduardo Frei Montalva de Chile.
La Base Eco Nelson ofrece alojamiento a los huéspedes voluntarios de todo el mundo (1 a 9 personas) por un tiempo de 20 días a un año. Se centra en el arte de la supervivencia con énfasis en la ecología. Tiene también limitaciones en el equipaje permitido y el uso de agentes químicos. Todos los residuos deben ser transportados de regreso. Se realiza también la recogida de residuos arrojados por el mar.
Está compuesta por un edificio principal, que tiene varias habitaciones y dos instalaciones menores adyacentes (aproximadamente 9 m²), todas construidas en madera y forradas con arpillera en su interior. En el área de la playa, a 80 m del edificio principal, hay una pequeña unidad de almacenamiento que contiene bolsas y cuerdas, junto con el almacenamiento de combustible. En la inspección realizada por Argentina y Chile en febrero de 2016, se la encontró temporalmente deshabitada y con signos de deterioro. Lo mismo que en la inspección llevada adelante por el Reino Unido y la República Checa en 2014-2015, se recomendó su remoción completa.